# Flatter-Ulmen Sachsenplatz

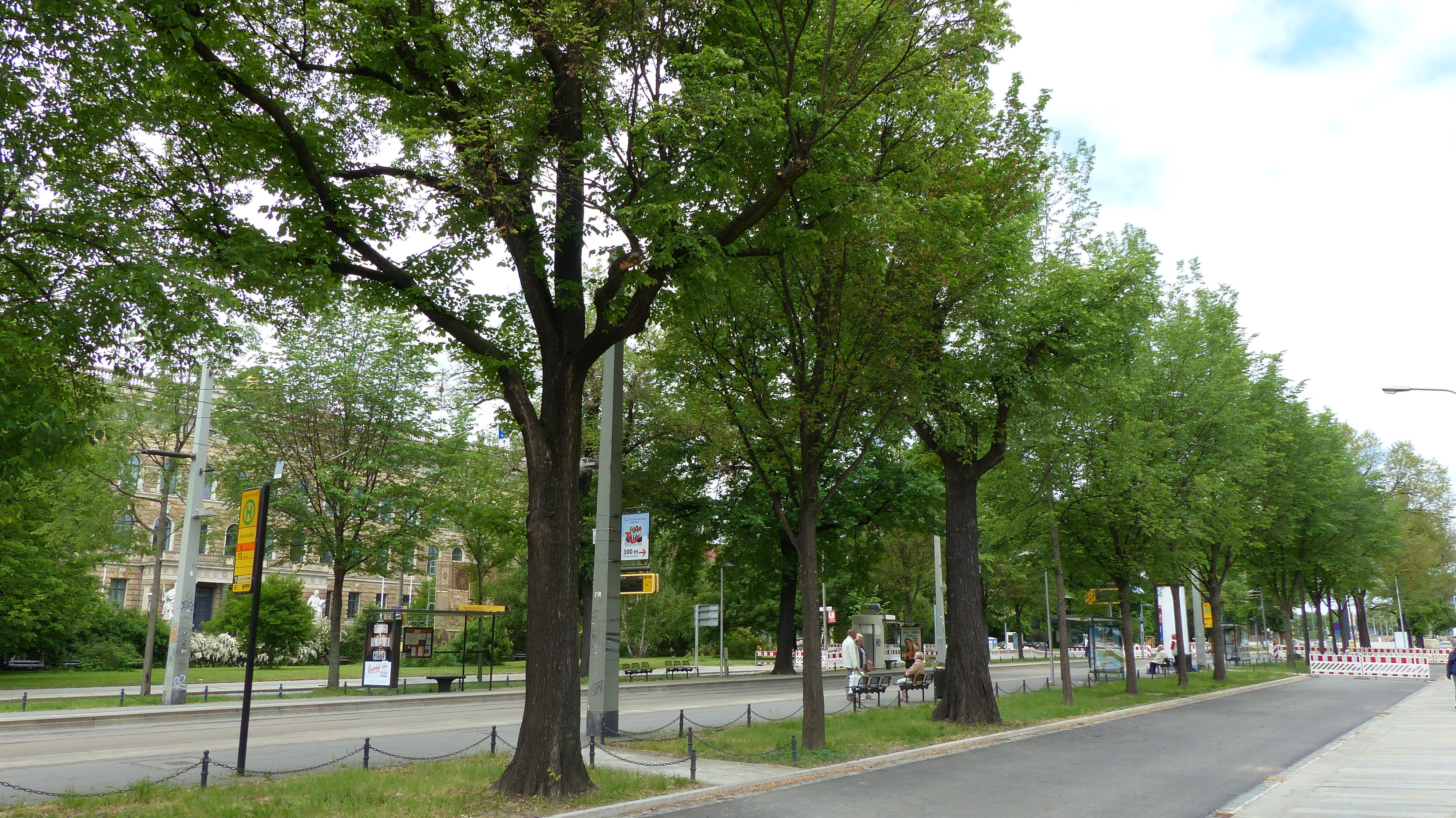
Flatter-Ulmen Sachsenplatz auf Höhe der Straßenbahnhaltestelle Sachsenallee

Als Flatter-Ulmen Sachsenallee ist ein als Baumgruppe ausgewiesenes Naturdenkmal (ND 94) in Dresden. Die alleenartig angeordneten Bäume der in Mittel- und Osteuropa heimischen Flatter-Ulme (Ulmus laevis) haben Kronendurchmesser von etwa 14 Metern bei einer Höhe von etwa 25 Metern erreicht, ihre Stammumfänge betragen zwischen 1,40 und 2,65 Metern. Mit dem Sachsenplatz steht die Allee in ihrer gesamten Länge zudem als Kulturdenkmal unter Schutz.

## Lage

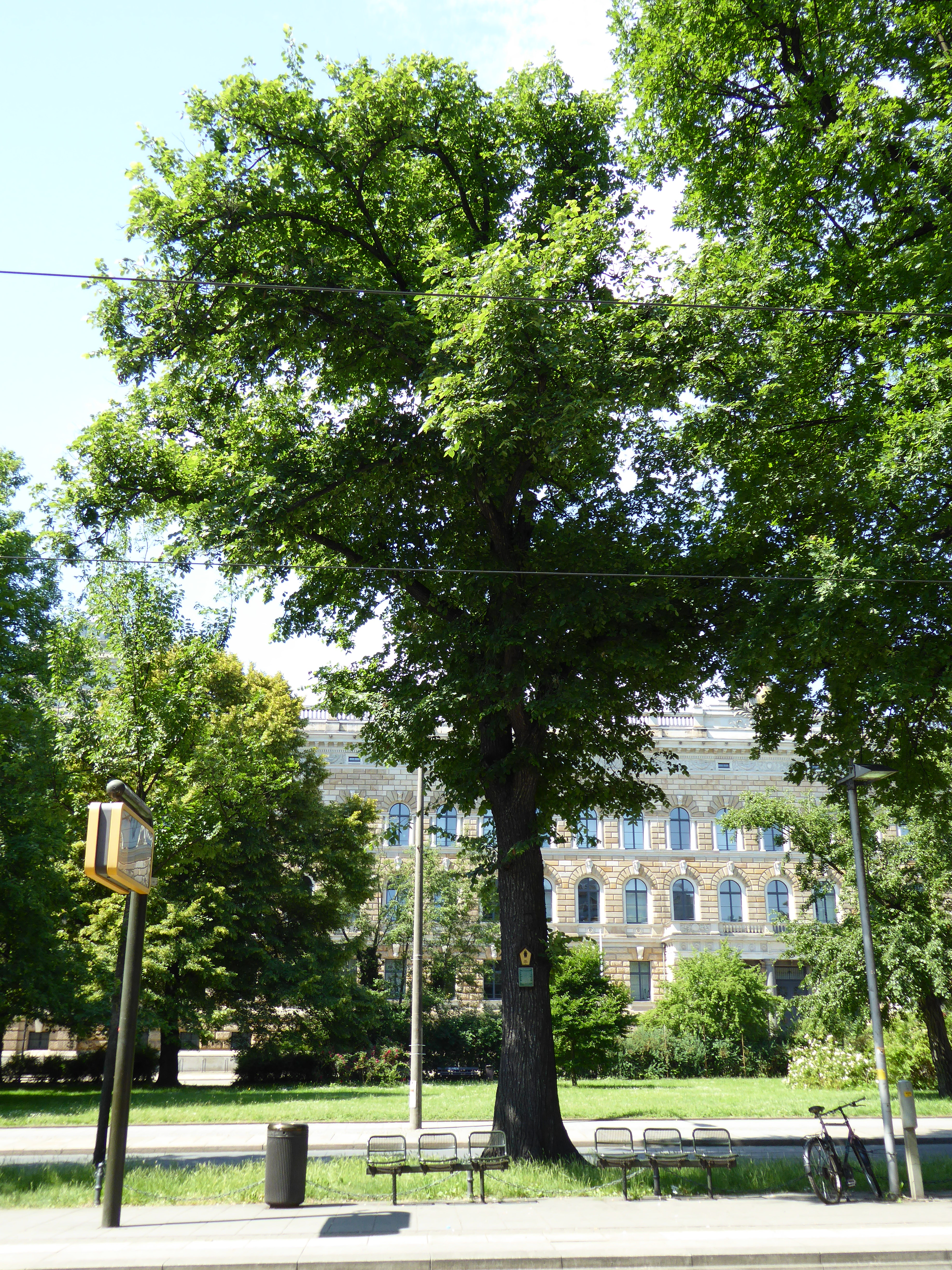
Flatter-Ulme mit Naturdenkmalschutzzeichen, im Hintergrund der Marwa-El-Sherbini-Park am Landgerichtsgebäude

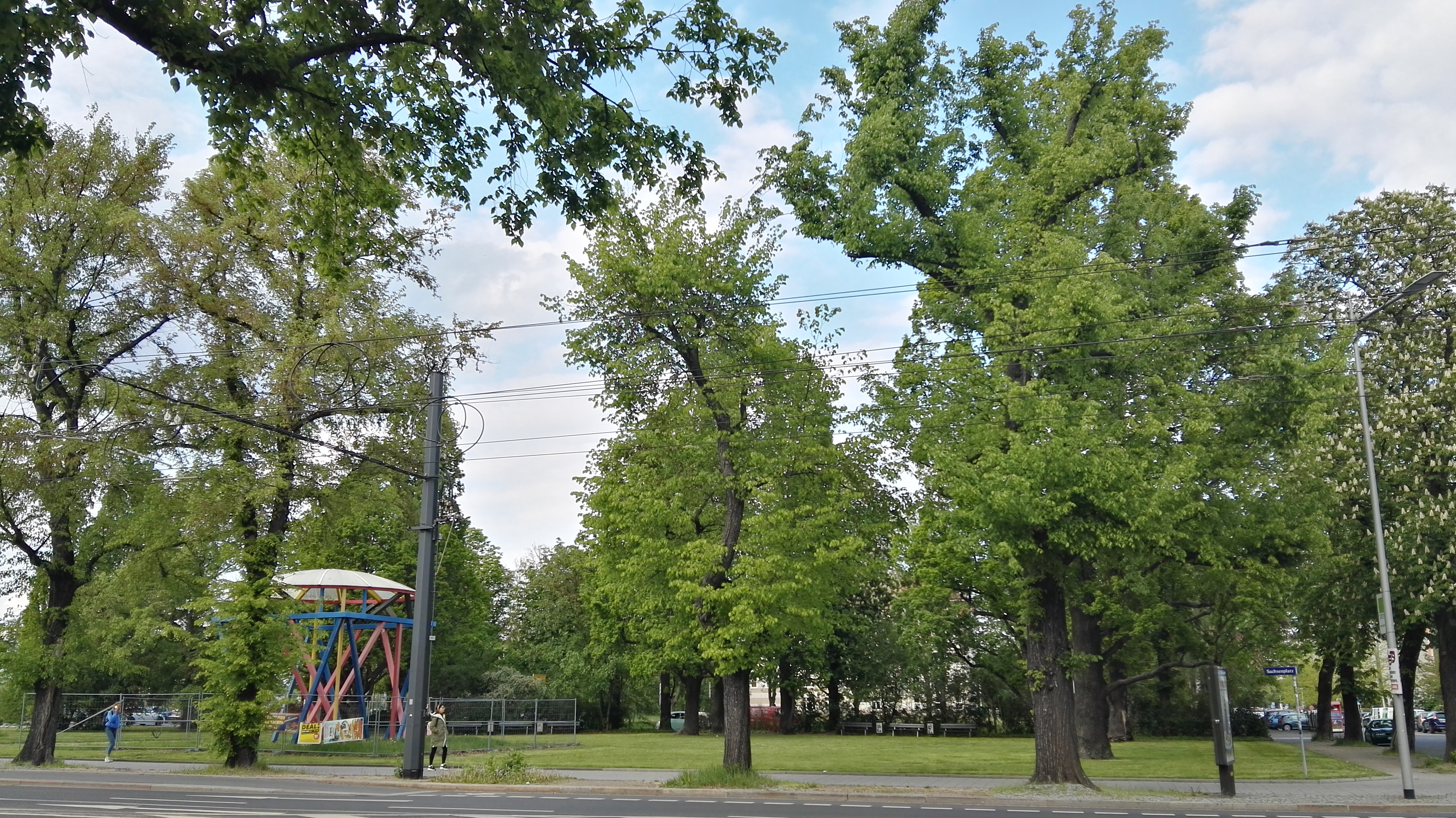
Flatter-Ulmen am Sachsenplatz, im Hintergrund das von Georg Karl Pfahler geschaffene Palaverhaus

Die Allee befindet sich in der Johannstadt entlang des Straßenzuges von Sachsenplatz und Sachsenallee. Von der Albertbrücke kommend, nach der Kreuzung mit dem Käthe-Kollwitz-Ufer, begrenzen die Bäume den gemeinsamen Verkehrszug von Individualverkehr und Straßenbahn auf voller Länge in der Mitte des Sachsenplatzes. An der folgenden Kreuzung mit Roßbach- und Florian-Geyer-Straße, zugleich Übergang zwischen Sachsenplatz und Sachsenallee, teilen sich die Fahrspuren und werden außerhalb der Allee geführt, während sich innerhalb der Allee die Straßenbahnhaltestelle Sachsenallee befindet. An der sich daran anschließenden nächsten Kreuzung, dem Güntzplatz, endet die Allee und die Fahrspuren vereinigen sich wieder.

## Schutzgegenstand
Noch 1898 standen im damaligen Dresdner Stadtgebiet über 2500 Ulmen als Straßenbäume. Durch Anfälligkeit der europäischen Ulmenarten gegenüber asiatischen Pilzen und dem daraus resultierenden Ulmensterben, aber auch durch menschliche Einflüsse und zunehmende Belastungen durch angestiegenen Verkehr, hat sich die Zahl der Ulmen in Dresden innerhalb eines Jahrhunderts drastisch reduziert. Der Dresdner Stadtrat hat daher im Juni 1999 diese Flatter-Ulmen und zeitgleich die Flatter-Ulme Altübigau als Naturdenkmale ausgewiesen und somit unter Schutz gestellt. Neben der Sicherung und Erhaltung aus gehölzkundlichen Gründen war die Seltenheit großer Ulmen im Stadtgebiet ausschlaggebend dafür. Positiv auf die Bäume hat sich die baumschonende Sanierung des Haltestellenbereichs ausgewirkt.
Der Schutzbereich erstreckt sich auf den jeweiligen Straßenbaum, sofern es sich um eine Flatter-Ulme handelt. Der Schutzbereich ist straßenseitig bis 3 Meter von der Bordsteinkante und fußwegseitig bis zur Kronentraufe zuzüglich 3 Metern festgesetzt.
Anfang der 2010er war die Landeshauptstadt Dresden als Untere Naturschutzbehörde bestrebt, „39 besonders wertvolle Bäume an 29 Standorten als Naturdenkmale“ unter Schutz zu stellen, darunter eine weitere Flatter-Ulme. Die Unterschutzstellung des Exemplars an der Königsbrücker Straße 49 in der Äußeren Neustadt erfolgte mittels Verordnung im Januar 2015.